# LZ 126

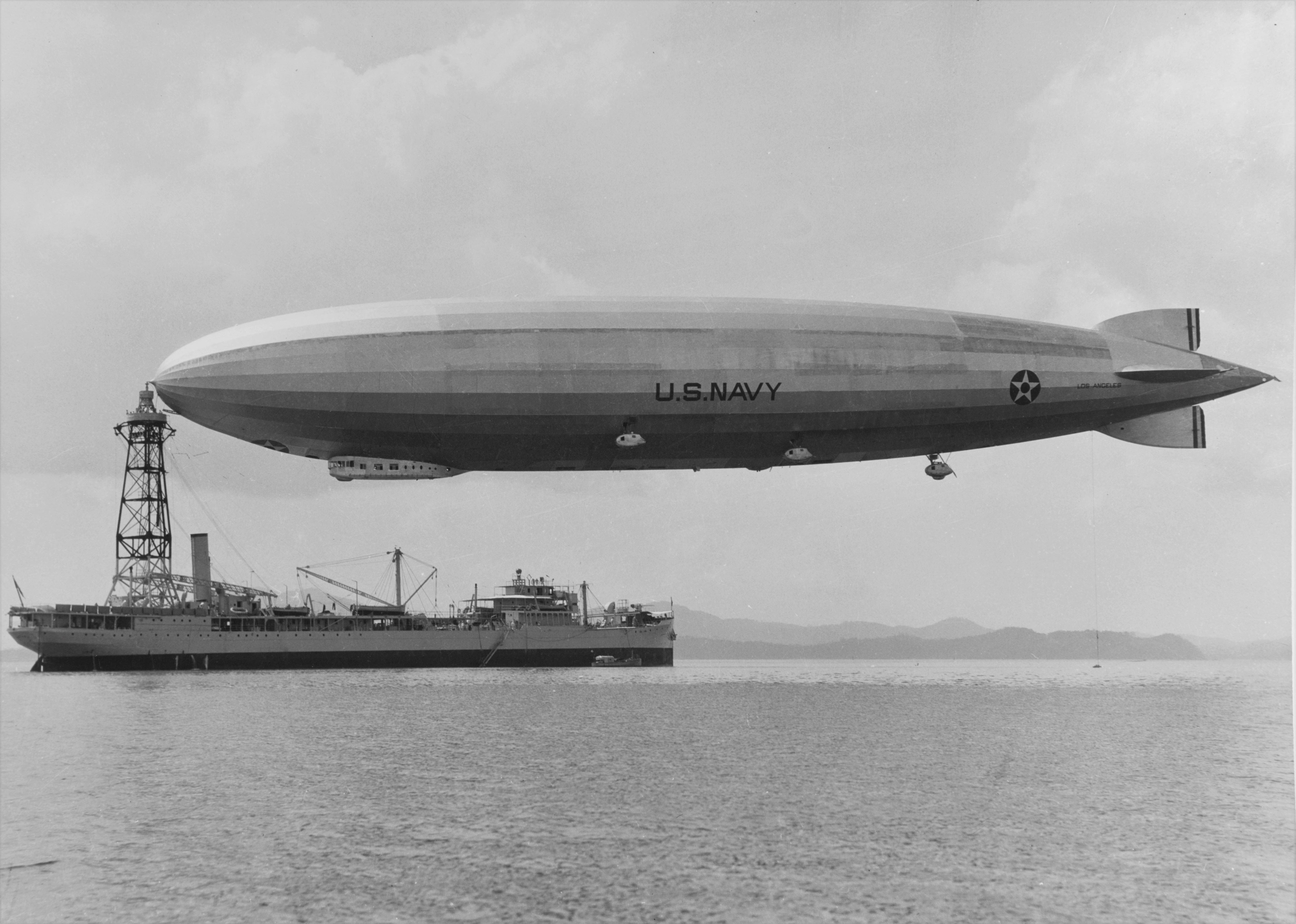
L'USS Los Angeles ancorat al petrolier reconstituït USS Patoka

El zepelí LZ 126, més tard ZR-3 "USS Los Angeles" al servei de la Marina dels EUA, va ésser una aeronau construïda entre 1923 i 1924 a Friedrichshafen. Es considerada com l'aeronau rígida de més èxit a Amèrica. A Alemanya va rebre el sobrenom d'"Amerikaluftschiff" (aeronau d'Amèrica) o "Reparationsluftschiff" (aeronau reparació).

## Desenvolupament i construcció

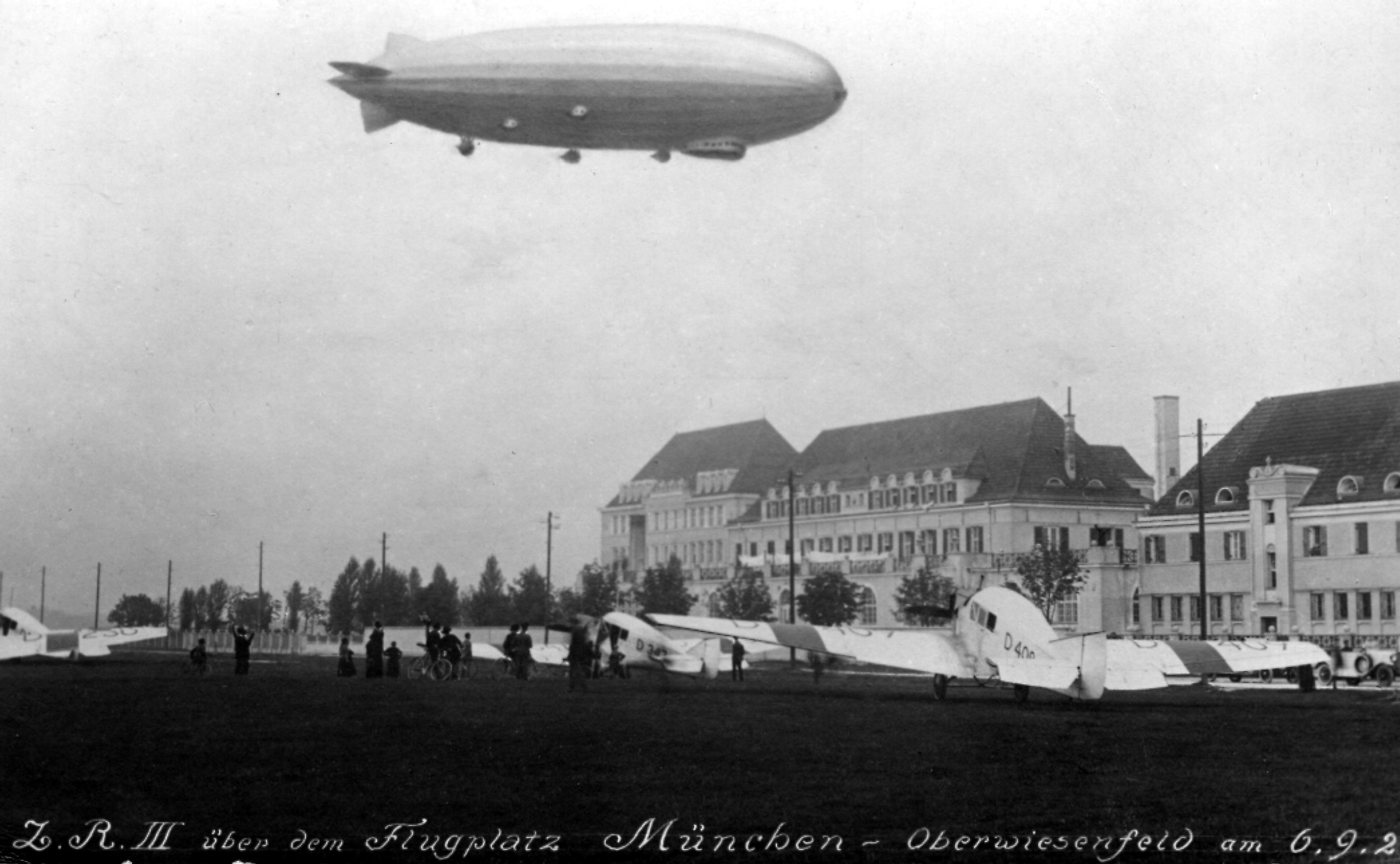
Zeppelin LZ 126 damunt Oberwiesenfeld a Múnic, 1924

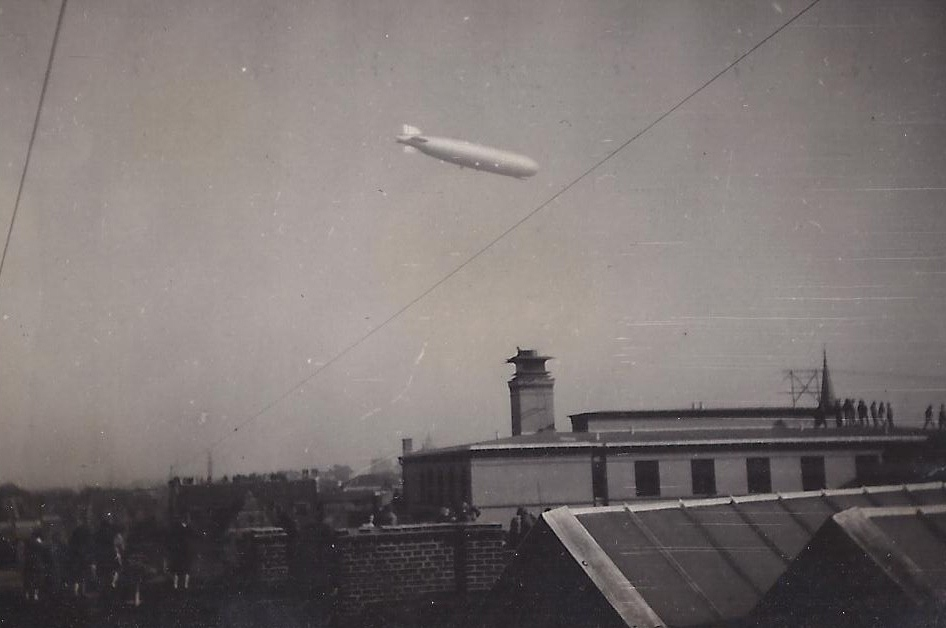
Zeppelin ZR III damunt Berlín, 1924

Després del final de la Primera Guerra Mundial els aliats van limitar la construcció aèria alemanya a petites aeronaus, i van prohibir completament la construcció d'avions militars. Només els Estats Units, que no van ratificar el Tractat de Versalles, van continuar col·laborant en aquest camp amb Alemanya. Els Estats Units havien vist el futur, tant a l'exèrcit i a la marina, dels dirigibles rígids per al reconeixement de llarg abast. Hugo Eckener, president de la planta Zeppelin, va aconseguir l'autorització del govern dels EUA per construir una gran aeronau (ZR-3) a Friedrichshafen. Anteriorment, el dirigible R38 comissionat a Anglaterra i destinat a ésser una aeronau marítima nord-americana ZR-2 s'havia estavellat a l'agost de 1921 abans d'ésser lliurat en un vol de prova.
La producció de zepelins també va ésser finançada per Alemanya com a part de les reparacions de la Primera Guerra Mundial. Els EUA originalment van reivindicar 3,2 milions de marcs perquè van perdre dues aeronaus de les reparacions de guerra en ésser sabotejades i destruïdes el 23 de juny de 1919 per la mateixa tripulació. La comanda d'LZ 126 va ésser adjudicada a la Luftschiffbau Zeppelin GmbH el 26 de juny de 1922. Els zepelins, entre altres coses, estaven condicionats a ésser lliurats a Amèrica via aèria per una tripulació alemanya.
Per evitar la prohibició dels aliats de la construcció d'aeronaus militars, el lliurament de l'aeronau als Estats Units va ésser feta oficialment sota llicència exclusiva d'ús civil. En conseqüència, l'LZ - 126 va ésser projectat per l'enginyer Ludwig Dürr per a ús comercial i podia dur a més dels 30 membres de la tripulació fins a 30 passatgers. L'LZ 126 va ésser el primer dirigible amb opcions per dormir per als passatgers. Els compartiments de passatgers, similars als compartiments d'un tren, tenien lliteres plegables com les dels vagons llits.
La col·locació de la quilla va finalitzar el 7 de novembre de 1922. En agost de 1924 l'LZ 126 va ésser conclòs. El primer de diversos viatges de proves dins Alemanya (Múnic, Berlín) va ocórrer el 27 d'agost de 1924 des de Friedrichshafen. L'aeronau va ésser el primer zepelí subministrat amb un revestiment de partícules d'alumini per a reflectir la radiació solar i disminuir el reescalfament del gas portador. Això provocava una lluentor platejada per tot el cos de l'aeronau, fent-la aparèixer encara més elegant. Al moment de la seva conclusió l'LZ - 126 era el major dirigible del món.

## Transferència

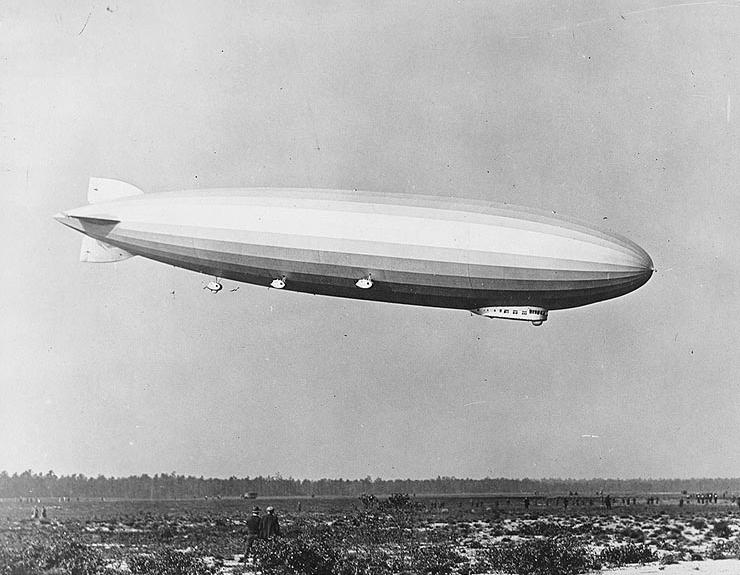
LZ 126 en un aterratge a Lakehurst

Com a comandant, Hugo Eckener va començar el 12 d'octubre de 1924 a les 06:35 PM personalment la transferència de l'aeronau per Lakehurst després d'haver d'estar cancel·lada el dia anterior a causa de mal temps.A més d'això, quan es va pesar van ésser descoberts passatgers clandestins. Un periodista de l'International News Service i un fotògraf de l'Internacional Newsreel havien intentat ocultar-se a la part del darrere.
La planta Zeppelin va haver d'avalar amb tots els seus actius l'LZ 126 perquè el viatge transatlàntic es considerava de tal risc que Eckener no va aconseguir contractar cap assegurança. L'LZ 126 va ésser la segona aeronau que va travessar l'oceà Atlàntic. Només l'anglès R34 vaig poder fer un viatge de retorn amb èxit en 1919. Per al viatge, Eckener va seleccionar el seu millor personal, incloent-hi Anton Wittemann com oficial de navegació, el qual també va publicar les seves memòries del vol de transferència. Cinc dels oficials de seguretat de la tripulació del total de 27 homes tenien llicència d'oficial d'aeronau. Com passatgers anaven quatre oficials de la Marina i de l'Exèrcit dels EUA, responsables més tard de l'ús de la aeronau als EUA.
El viatge va sobrevolar la Gironda, el nord-oest d'Espanya i les Açores, on volant per damunt Angra do Heroísmo va ésser llançat correu, i va continuar cap al centre del Atlàntic. Allà, l'aeronau va arribar a una àrea de baixa pressió amb forts vents del sud-oest, i llavors Eckener va decidir envoltar-la pel nord. A l'est de Halifax van ésser empesos pels vents de l'est que ràpidament van fer avançar l'aeronau per damunt els bancs de Terranova, i a quatre hores del matí, per damunt Boston. Durant la Travessia, no hi van haver grans incidents.
El 15 d'octubre, els exitosos aeronautes van ésser rebuts amb entusiasme per la població dels Estats Units després d'un temps de viatge de 81 hores i dos minuts, i una distància de 8050 quilòmetres a l'arribada a Lakehurst. Quan l'avió va circular per damunt el port de Nova York es van sentir totes les sirenes dels vaixells i de les brigades d'incendis. Milers de persones també es van reunir a l'hangar.
Els aeronautes, per als quals va ésser realitzat un desfilada de confeti i a Broadway, van ésser més tard rebuts oficialment pel president Calvin Coolidge en la Casa Blanca . El lliurament de la unitat va rebre així el caràcter de missió de pau amb el sentit de reconciliació entre Alemanya i els EUA després de la Primera Guerra Mundial.

## Baptisme i entrada al servei de la Marina dels Estats Units
L'aeronau va ésser portada a la base naval de la Marina Naval de Washington el 15 de novembre de 1924. Allí va ésser batejada per la dona del president, Grace Coolidge amb les paraules "Perquè va venir a nosaltres com un àngel de la pau"  i el seu nom va ésser canviat d'LZ 126 a ZR-3 "USS Los Àngeles". ZR representa en anglès: Zeppelin rigid. Sota aquesta designació va ésser l'LZ - 126 la tercera aeronau rígida de la Marina nord-americana en servei.
El gas portador d'hidrogen utilitzat per les plantes de Zeppelin va ésser canviat per heli immediatament després que els Estats Units assumissin l'aeronau. L'heli era tan rar i preciós que la aeronau ZR-1 "USS Shenandoah" contenia una gran part de les reserves mundials d'ençà. Llavors, la aeronau més antiga va haver de transferir el seu ompliment per al USS Los Àngeles. Un metre cúbic d'heli costava als EUA com únic productor pels voltants de 350 dòlars americans, comparat amb l'hidrogen gairebé cinquanta vegades més. A més d'això, es va instal·lar un sistema de recuperació d'aigua de llast per recollir l'aigua de condensació dels gasos d'escapament.
L'heli d'ompliment va augmentar significativament la seguretat del nou dirigible, al mateix temps que es va reduir la càrrega útil i l'autonomia, d'altra banda.

## Funcionament

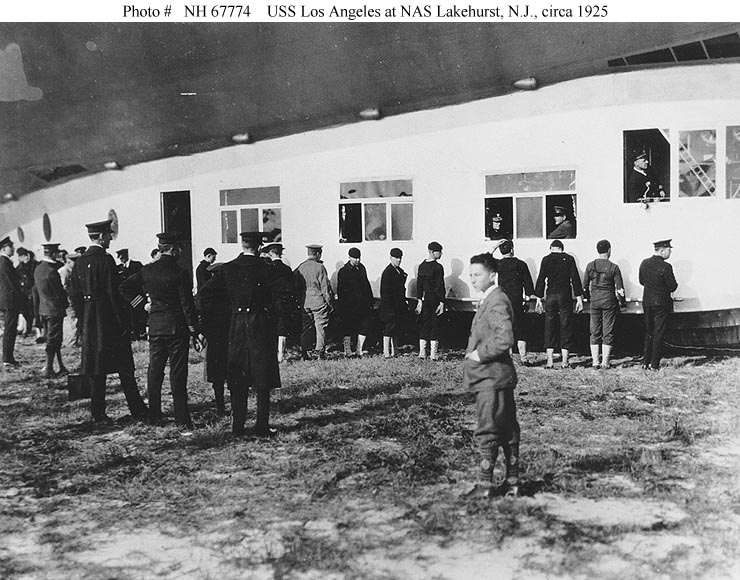
Lakehurst, 1925

El nou dirigible va ser usat per la Marina com laboratori volant, així com escola de vol i aeronau experimental per a explorar les capacitats comercials i militars de les grans aeronaus i per a desenvolupar noves tàctiques per a les forces aèries i navals.
El 24 de gener de 1925 va servir l'USS Los Angeles com observatori solar per a un grup de científics que volia observar i fotografiar un eclipsi solar total sense pertorbacions per la influència de possibles núvols.
Ja en els primers mesos del seu servei, l'USS Los Angeles va realitzar diversos viatges a les Bermudes (20 - 22 de febrer de 1925), i a Port Ric en maig de 1925. També va tenir èxit la temptativa d'ancorar en el masteler de l'USS Patoka. En general, ZR-3 ancorà 44 vegades en el Patoka. Un viatge a Minneapolis el 6 de juny de 1925 va ésser anul·lat a causa d'una fallada del motor. La conseqüent revisió va revelar més deficiències. Les cèl·lules de gas es tornaren poroses i van haver d'ésser substituïdes. El quadre també mostrava danys. El clorur de calci usat com a anticongelant en l'aigua de refrigeració del motor va causar corrosió dels suports d'alumini. L'aeronau va romandre per als treballs de reconstrucció dins l'hangar de Lakehurst i va retornar temporalment el seu gas portador al "USS Shenandoah". Després de la seva pèrdua el 3 de setembre, la represa dels viatges de Los Angeles fins al març de 1926 es va retardar, entre altres coses, ja que les fonts d'heli esdevingueren escasses per causa de la desgràcia.

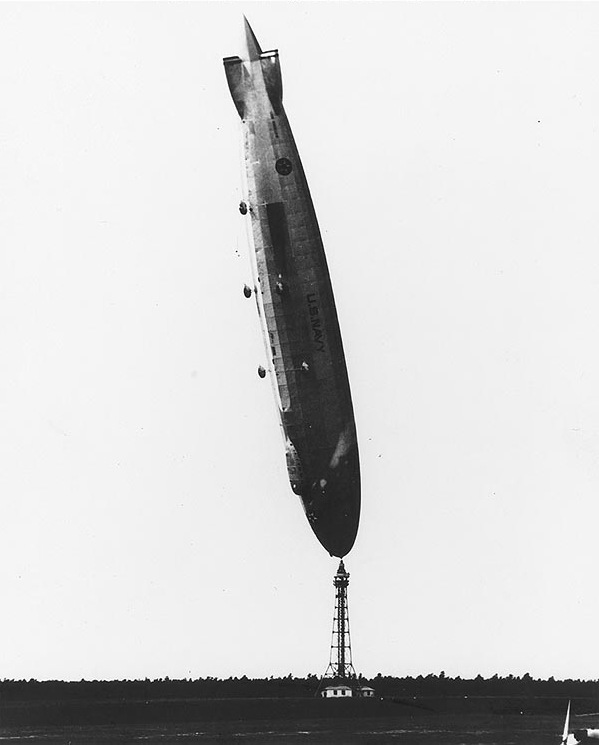
L'involuntari "cap avall" del ZR-3

L'aeronau també es va utilitzar a mitjans de 1926 per calibrar la nova emissora de ràdio-brúixola a la costa est dels Estats Units. Hauria de facilitar als vaixells l'arribada a la costa nord-americana.
El 25 d'agost de 1927 Los Àngeles executà accidentalment una "peça d'art" sense precedents en la història de les aeronaus de gran mida al moll de 49 metres d'altura a Lakehurst.
A mesura que el vent emergent anava aixecant la popa del dirigible ancorat a la proa, va caure dins una capa d'aire més freda i més densa, i va començar a pujar sense cessar pel guany de flotabilitat. Encara que la tripulació havia intentat compensar la situació immediatament desplaçant amb pes el centre de gravetat, el dirigible va quedar desequilibrat quedant cap avall, gairebé vertical en l'aire. El dirigible va quedar sorprenentment poc damnificat i no van haver-hi ferits. Va poder tornar a funcionar l'endemà. Aquest incident va dur el mateix dia a la decisió d'abandonar el concepte de masteler alt d'ancoratge per a aeronaus en favor d'estructures inferiors.
El 28 de gener de 1928 va ésser realitzat un aterratge en el porta-avions USS Saratoga (CV-3). Una única prova on es van transferir passatgers, combustible i aigua. El 20 de febrer de 1928 el ZR-3 va fer el primer vol sense escales de més de 3650 km des de Nova York al Canal de Panamà i va retornar alguns dies més tard amb parades a Cuba i a l'USS Patoka.

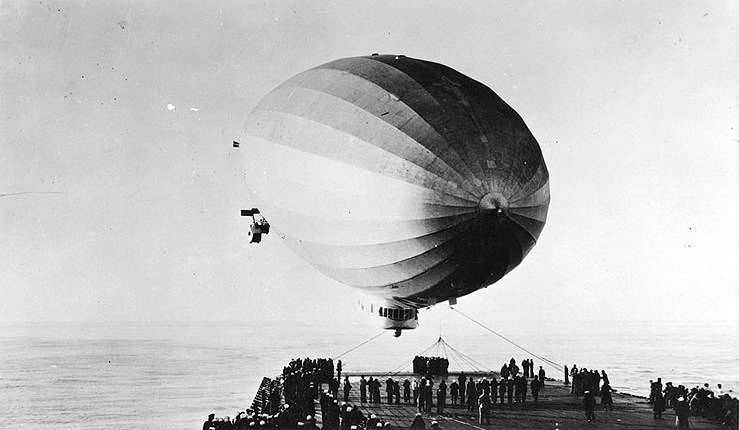
ZR-3 aterra a l'USS Saratoga

El 3 de juny de 1929, va aconseguir l'USS Los Angeles prendre un avió en vol i llançar-ho novament. Temptatives semblants ja van ésser fetes a Alemanya i Anglaterra a l'època de la Primera Guerra Mundial. Això es va fer a una velocitat de 90 km/h, a una altitud de prop de 760 metres als voltants de Lakehurst. L'avió de tipus UO-1 va ésser enganxat a un trapezi ficat sota el dirigible. Es van realitzar a continuació altres proves amb èxit. L'any següent, un planador amb la mateixa tècnica va ésser llançat des del Los Angeles. Els assajos van continuar fins a l'octubre de 1931. Això va provar que els dirigibles eren capaços, sense haver de baixar a terra, de dur càrrega i passatgers i fer-los pujar a bord. A aquestes proves seguiren la construcció d'avions de combat especials amb els quals es van equipar els nous dirigibles de la Marina dels Estats Units (ZRS-4 i 5).
Després de la invenció del Sónar i de les proves amb èxit de navegació, es va provar l'aplicació en aviació amb el ZR 3. La drassana Zeppelin va jutjar: "No hi ha dubte que de tots els mètodes de determinació d'alçada, l'acústic és un que complirà tots els requisits".
Després d'ésser aixecades les restriccions aliades sobre les aeronaus militars, el Los Angeles va ésser a partir de febrer de 1931 el primer dirigible que va participar des de 1925 novament en una gran maniobra de la Marina a Panamà. Ara podia transportar armes també i ésser conduït per oficials en uniformes militars. Més tard, va operar per un temps amb la nova i major aeronau de creuer estrella ZRS-4 "USS Akron.

## Desactivació
El ZR-3 va ésser desactivat el 30 de juny de 1932 per raons econòmiques, encara que estava totalment operacional, però encara fou utilitzat per a experiments en superfície. En aquell moment, el ZRS-4 "USS Akron" ja estava en servei i la nau germana, el ZRS-5 "USS Macon" en construcció. L'aeronau va ésser inicialment emmagatzemada de tal manera que podria tornar a ésser habilitada per al vol en 30 dies.
El 6 de gener de 1939 es decidí l'ús de l'aeronau per a proves addicionals, però exclusivament en superfície i després de desmuntar-la. Al juny es va eliminar una part del casc per permetre la visió interior que possibilitaria l'obertura de l'aeronau per a visites. Del 20 de juny al 8 de setembre, quan una emergència nacional limitada (limited national emergency) va ésser convocada pel president Roosevelt i totes les bases es van tancar al públic, 44.871 visitants havien ja signat el llibre de visites. El 24 d'octubre de 1939 el ZR-3 "USS Los Angeles" va ésser exclòs de la llista d'aeronaus de la Marina dels EUA. Per tant, a continuació va començar el desmuntatge, que va durar fins al 15 de desembre.
En total, l'USS Los Angeles va realitzar 345.000 km en 331 viatges i 4.398 hores de vol en el seu servei de set anys i vuit mesos (el més llarg d'una aeronau estel·lar de la flota dels EUA). Va ser el dirigible de mes èxit dels EUA i l'única de les cinc aeronaus estrella nord-americanes dels EUA l'ús del qual no va acabar per un accident.

## Dades tècniques
| Longitud sense amarratge        | 200,00 m |
| Diàmetre màxim                  | 27,64 m |
| Contingut nominal de gas (95 %) | 70.000 m3 |
| Gas contingut                   | 73.680 m3 |
| Nombre de cèl·lules de gas      | 14 |
| Propulsió                       | Cinc motors en V de dotze cilindres amb una potència total de sortida total 1545 kW (2100 HP) Motors Otto tipus Maybach VL I (309 kW /420 CV, 1400 min-1) |
| Velocitat màxima                | 127 km/h |
| Velocitat de creuer             | 113 km/h |
| Pes buit                        | 39.690 kg |
| Càrrega en condicions normals   | 45.780 kg |
| Autonomia                       | 12.500 km |